# 亨德森縣 (伊利諾伊州)
亨德森縣（英語：Henderson County）是美國伊利諾伊州西部的一個縣，西隔密西西比河與愛荷華州相望。面積1,023平方公里。根据美國2000年人口普查，共有人口8,213人。縣治奧闊卡（Oquawka）。
縣政府成立於1841年1月20日。縣名來自肯塔基州的亨德森縣（早期移民的來源地）。